# Förenta nationernas klimatkonferens 2022
Förenta nationernas klimatkonferens 2022 (COP 27) ägde rum mellan den 6 och 20 november 2022 i Sharm el-Sheik i Egypten. Mötet hålls årligen mellan parterna i Förenta nationernas ramkonvention om klimatförändringar (UNFCCC) från 1992 och detta var det 27:e i ordningen, därav förkortningen COP27 (Conference of the Parties). Ordförande för förhandlingarna var Egyptens utrikesminister Sameh Shoukry
Syftet med mötet var att följa upp arbetet med att nå målen som sattes upp i Parisavtalet 2015, bland annat skulle länderna meddela skärpta klimatplaner sedan klimatkonferensen året innan i Glasgow. En viktig fråga var också hur klimatomställningen ska finansieras och hur  de som drabbas av skador och förluster till följd av den globala uppvärmningen i form av extremväder ska kompenseras.
I och med mötet beslutades det om en klimatskadefond, vilket många utsatta länder och civilsamhällesorganisationer (NGO) hade kämpat för, och beslutet sågs som en seger för klimaträttvisa. Däremot fattades inga beslut om hårdare krav om utsläppsminskningar, trots att bland annat FN:s klimatpanel (IPCC) visar att utsläppen av växthusgaser måste minska drastiskt för att den globala uppvärmningen ska begränsas till 1,5°C.

## Bakgrund
Klimatkonferenserna är en del av arbetet med FN:s ramkonvention om klimatförändringar (UNFCCC) för att begränsa den globala uppvärmningen genom att skapa globala avtal i frågan. Sedan Parisavtalet slöts år 2015 följs arbetet för att nå målen i avtalet upp och de medverkande länderna beslutar om mekanismer och åtaganden. Målen enligt Parisavtalet innefattar bland annat att den globala uppvärmningen ska hållas under 2°C,  finansiering av klimatanpassning och stöd till de som drabbas av klimatförändringar. Avtalet innebär även att länderna ska komma med frivilliga åtagande om utsläppsminskningar (Nationally Determined Contributions, NDC), vilka ska följas upp regelbundet.
I oktober 2022 presenterade FN en granskning av ländernas löften och åtaganden för att minska växthusgasutsläppen. Även om framsteg hade gjorts sedan den senaste granskningen menade man att det krävs mycket högre ambitioner fram till år 2030. Enligt granskningen skulle ländernas senaste nationellt fastställda bidrag (Nationally Determined Contributions, NDC), om de uppfylls, leda till en minskning av utsläppen med 3,6 procent till år 2030 jämfört med nivåerna år 2019 och därmed en ökning av den globala medeltemperaturen med 2,1–2,9°C mot slutet av århundradet. För att begränsa temperaturökningen till åtminstone 2°C (det så kallade tvågradersmålet) behöver utsläppen minska med mellan 27 och 43 procent till 2030, beroende på vilket scenario man utgår från. För att nå netto-nollutsläpp till 2050 behöver koldioxidutsläppen halveras varje decennium.

COP27 i Sharm el-Sheik.

## Resultat
Söndagen den 20 november 2022 avslutades mötet, två dagar senare än planerat, med ett överenskommet dokument om arbetet framåt (en så kallad Implementation plan).
För första gången beslutades det om en klimatskadefond som ska kompensera fattiga länder ekonomiskt för de skador som uppkommer till följd av den globala uppvärmningen. Det var också första gången frågan om skador och förluster (loss and damages) togs upp på dagordningen. Det fattades också beslut om att det bara är verkligt sårbara länder och de med mycket små möjligheter att anpassa sig på egen hand som kan komma att bli mottagare av klimatskadefonden. Det gjordes också tydligt att inte bara offentliga aktörer skulle stå för finansieringen av fonden. Utvecklingsländer hade arbetat för att få till en sådan fond som finansierar återuppbyggnad efter extremväder i nästan 30 år.
Det fattades inga beslut om ytterligare utsläppsminskningar jämfört med året innan, då länderna beslutade att fokusera på att begränsa uppvärmningen till 1,5°C istället för 2°C eftersom forskning har visat att också 2°C är en alltför riskfylld uppvärmning.
En del länder försökte följa upp beslutet i Glasgow 2021 om att minska användningen av kol med att också minska andra fossila bränslen. Detta diskuterades långt in på mötets övertid under lördagsnatten och i slutändan behölls texten från 2021.
Att Förenta nationernas klimatpanel (IPCC) publicerat de största delarna av sin senaste forskningsrapport sedan mötet året innan påverkade inte förhandlingarna, däremot fanns det länder som ville ta bort hänvisningarna till rapporten i den avslutande texten. Istället nämndes rapportens utlåtande om tippningspunkter.

## Kontroverser
Mötet bestod förutom av en förhandlingsdel även av stora utställningsytor med 141 paviljonger där länder, företag och organisationer försökte lyfta sina perspektiv och visa på lösningar och positiva exempel. Enligt The Guardian fanns fler än 630 representanter och lobbyister för fossila bränslen på plats under COP27, och 70 av dessa kunde kopplas till olje- och gasbolag i Förenade Arabemiraten där klimatkonferensen 2023 kommer att hållas. Under förhandlingarna påstods också Saudiarabien tillsammans med andra oljeproducerande länder ha motarbetat ytterligare beslut om utsläppsminskningar, och flera åtaganden från Förenta nationernas klimatkonferens 2021 släpptes i den nya överenskommelsen, exempelvis målet om att utsläppen måste börja minska år 2025. Länderna påstods också ha hindrat en resolution om att minska användningen av fossila bränslen, och ordföranden för COP26 menade att det hade krävts en kamp för att bevara målet från året innan om 1,5°C uppvärmning. Bland annat länder inom EU såg detta som ett misslyckande, medan andra menade att det fortfarande är fullt möjligt för enskilda länder att göra egna åtaganden om utfasning av fossila bränslen genom sina nationellt fastställda bidrag (NDC, National Determined Contributions).
Inför mötet väcktes protester mot att mötet skulle hållas i Egypten på grund av bristande hänsyn till mänskliga rättigheter i landet, bland annat lyftes krav om att Egypten skulle släppa politiska fångar och samvetsfångar.